# شینجی سومای
شینجی سومای (به ژاپنی: 相米 慎二، Shinji Sōmai)؛ ۱۳ ژانویهٔ ۱۹۴۸ – ۹ سپتامبر ۲۰۰۱) کارگردان اهل ژاپن بود.